# 沙希纳兹陨石坑
沙希纳兹陨石坑（Shahinaz）是位于月球背面赤道附近的一座小撞击坑，其名称取自土耳其男性名，1979年被国际天文学联合会正式接受。

## 描述
该陨坑坐落在伊本·弗纳斯环形山东北坑底，是沿该环形山北侧边缘内外分布的一群已命名小月坑中之一，它的北面是一串由梅利莎陨石坑、卡斯帕陨石坑和卡罗尔陨石坑组成的从北侧壁向坑外东北延伸链坑，而西侧则是位于伊本·弗纳斯环形山西北偏北坑底的尤恩陨石坑、东南则与罗密欧陨石坑相重叠。
该群月坑的北面横亘了古老巨大的奥斯特瓦尔德环形山及相连的雷希特陨石坑、东南和西南分别坐落了莫罗佐夫陨石坑和金环形山。此外，在西南的金环形山坑内矗立着迪利普山、安德烈山、阿尔达希尔山、迪特山和加瑙山
。该陨坑中心月面坐标为7°35′N 122°25′E / 7.58°N 122.42°E，直径15.99公里，深约2.56公里。
沙希纳兹陨石坑外观轮廓大致正圆形，东南偏东边缘覆盖了罗密欧陨石坑，该陨坑侧壁最大高出周边地形表面600米，坑底平面相对平坦，没有其它醒目的地貌结构。

## 另请参阅
- Andersson, L. E.; Whitaker, E. A. . NASA RP-1097. 1982.
- Blue, Jennifer. . USGS. July 25, 2007  [2007-08-05]. （原始内容存档于2013-02-13）.
- Bussey, B.; Spudis, P. . New York: Cambridge University Press. 2004. ISBN 978-0-521-81528-4.
- Cocks, Elijah E.; Cocks, Josiah C. . Tudor Publishers. 1995. ISBN 978-0-936389-27-1.
- McDowell, Jonathan. . Jonathan's Space Report. July 15, 2007  [2007-10-24]. （原始内容存档于2012-05-26）.
- Menzel, D. H.; Minnaert, M.; Levin, B.; Dollfus, A.; Bell, B. . Space Science Reviews. 1971, 12 (2): 136–186. Bibcode:1971SSRv...12..136M. doi:10.1007/BF00171763.
- Moore, Patrick. . Sterling Publishing Co. 2001. ISBN 978-0-304-35469-6.
- Price, Fred W. . Cambridge University Press. 1988. ISBN 978-0-521-33500-3.
- Rükl, Antonín. . Kalmbach Books. 1990. ISBN 978-0-913135-17-4.
- Webb, Rev. T. W.  6th revised. Dover. 1962. ISBN 978-0-486-20917-3.
- Whitaker, Ewen A. . Cambridge University Press. 1999. ISBN 978-0-521-62248-6.
- Wlasuk, Peter T. . Springer. 2000. ISBN 978-1-85233-193-1.